# Warche
De Warche is een rivier in de Oostkantons van de Belgische provincie Luik. De naam is afkomstig van het dorpje Warche, de plaats in de deelgemeente Bellevaux-Ligneuville van de gemeente Malmedy waar de rivier in de Amblève uitmondt.

## De fysische kenmerken

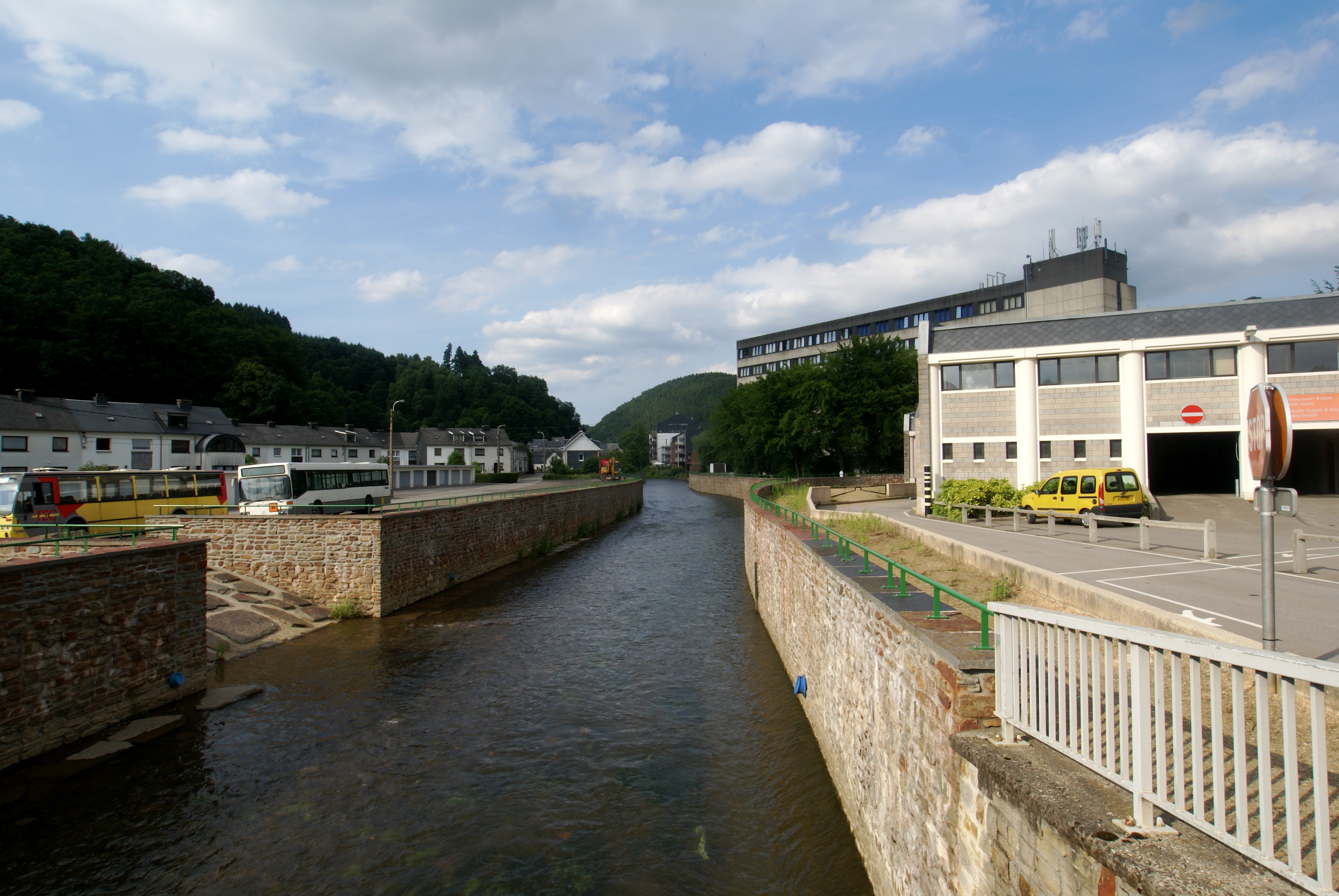
De Warche in Malmedy

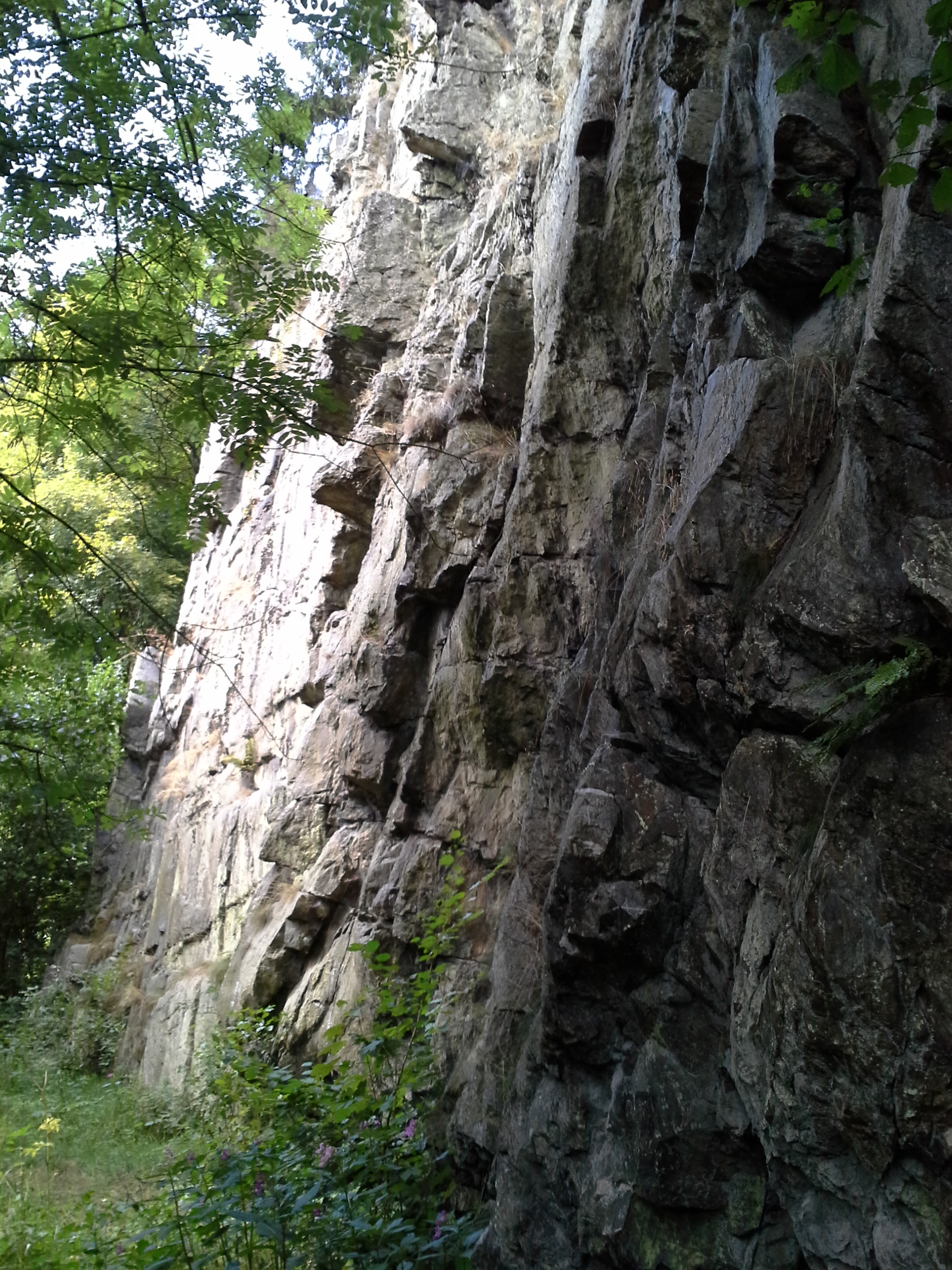
Rocher de Warche in Stavelot

De rivier ontspringt op een hoogte van 650 meter boven de zeespiegel. De bron van deze rivier ligt in Losheimergraben aan de Belgisch-Duitse grens. De stroom loopt ongeveer 50 kilometer in westelijke richting door het plateau van de Hoge Venen. De rivier meandert in de smalle vallei en voedt de stuwmeren van Bütgenbach (Meer van Bütgenbach) en Robertville. Daarna stroomt ze door de kloof van Bevercé, de vallei van Malmedy en mondt ten slotte bij het gehucht Warche op de grens tussen Malmedy en Stavelot in de Amblève uit.

## Zijrivieren
De belangrijkste zijrivieren van de Warche zijn:
(in stroomafwaartse volgorde)
- De Holzwarche (rechts) (samenvloeiing bij Wirtzfeld)
- De Bayehon (rechts) (samenvloeiing bij Robertville)
- De Trôs Marets (rechts) (samenvloeiing bij Bévercé)
- De Warchenne (links) (samenvloeiing bij Malmedy)

## Stroomonthoofding van de Eau Rouge door de Warche
De loop van de Warche tussen Bévercé en de monding in de Amblève is relatief recent (op een geologische tijdschaal). Vroeger stroomde de "oude" Warche ten oosten van het huidige dorp Bévercé naar het noorden (waar nu de benedenloop van de Trô Maret ligt), om dan via de huidige vallei van de Eau Rouge naar het huidige Stavelot te stromen. Er vonden twee stroomonthoofdingen plaats. Dit gebeurde doordat de voorloper van de huidige Warche, een rechterzijrivier van de Amblève, die vanaf Malmedy naar de Amblève stroomde zich sneller kon insnijden dan de "oude" Warche moest doen bij de huidige waterscheiding tussen Eau Rouge en Trô Maret (hardere gesteenten). Het gevolg was dat het hoofd van de "Malmedy"-Warche zich meer stroomopwaarts ging verplaatsen tot bij Bévercé-dorp. Op dit moment werd de bovenloop van de Warche aangetakt. De boven- en middenloop van de huidige Trô Maret bleef via het dal van de huidige Eau Rouge naar het westen stromen.
Doordat de Warche zich via zijn nieuwe loop via het latere Malmedy relatief gemakkelijk kon insnijden, ging de waterscheiding bij Bévercé-dorp tussen de nieuwe Warche en de Trô Maret / Eau Rouge zich echter ook naar het noorden verplaatsen. Er ontstond een riviertje in het huidige laagste deel van de Trô Maret dat naar het zuiden afwaterde in plaats van naar het noorden. Wanneer de waterscheiding tussen dit nieuwe riviertje de bovenloop van de Trô Marets bereikte vond een tweede stroomonthoofding plaats, waardoor ook de Trô Maret naar de nieuwe Warche via Malmedy ging stromen. Daardoor ontstond de huidige situatie, waardoor de huidige bovenloop van de Eau Rouge (d.i. ten oosten van de samenvloeiing met de Ru de Targnon) een bijna droog dal werd. Door deze rivieronthoofdingen is het dal van de Eau Rouge, vanaf de bron tot de monding in de Amblève, overgedimensioneerd voor het beperkte debiet van de Eau Rouge.